# Oficina para la Protección Financiera del Consumidor
La Oficina para la Protección Financiera del Consumidor de los Estados Unidos (en inglés: Consumer Financial Protection Bureau, abreviatura CFPB) es una agencia federal gubernamental responsable de la regulación de protección al consumidor en los Estados Unidos.
El 17 de julio de 2011 el presidente Barack Obama, que apoyó el establecimiento de la nueva agencia, escogió a Richard Cordray como su candidato a primer director de la CFPB. Elizabeth Warren, consultora especial a cargo de implementar la oficina, fue pasada por alto. La oficina comenzó sus operaciones el 21 de julio de 2011 y es el resultado de la Dodd–Frank Wall Street Reform and Consumer Protection Act aprobada por el 111.º Congreso de los Estados Unidos como respuesta a la crisis económica y financiera.